# This Property Is Condemned
This Property Is Condemned is een Amerikaanse dramafilm uit 1966 onder regie van Sydney Pollack. Het scenario is gebaseerd op het gelijknamige toneelstuk uit 1946 van Tennessee Williams.

## Verhaal
De mooie Alva Starr heeft veel dromen, maar ze leiden tot niets. Ze woont samen met haar moeder en haar jongere zus in een klein stadje. Daar gebeurt van alles, wanneer de charmante Owen Legate er aankomt.

## Rolverdeling
| Acteur              | Personage    |
| ------------------- | ------------ |
| Natalie Wood        | Alva Starr   |
| Robert Redford      | Owen Legate  |
| Charles Bronson     | J.J. Nichols |
| Kate Reid           | Hazel Starr  |
| Mary Badham         | Willie Starr |
| Alan Baxter         | Knopke       |
| Robert Blake        | Sidney       |
| Dabney Coleman      | Verkoper     |
| John Harding        | Johnson      |
| Ray Hemphill        | Jim          |
| Brett Pearson       | Charlie      |
| Jon Provost         | Tom          |
| Robert Random       | Tiny         |
| Quintin Sondergaard | Hank         |
| Mike Steen          | Max          |